# The Parkshore
The Parkshore is een wolkenkrabber in Chicago, Verenigde Staten. Het gebouw staat op 195 North Harbor Drive. Op 1 april 1991 werd het gebouw geopend, in oktober van datzelfde jaar werd het gebouw voltooid.

## Ontwerp
The Parkshore is 169,47 meter hoog en telt 56 verdiepingen. Het is door Barancik Conte and Associates in modernistische stijl ontworpen en heeft een betonnen gevel.
Het gebouw heeft een oppervlakte van 87.886 vierkante meter. De ramen van het gebouw buigen iets naarbuiten, waardoor kanalen tussen de ramen ontstaan. Hierdoor wordt de verticaliteit van het gebouw benadrukt. Daarnaast zorgen de ramen ervoor dat de woningen meer oppervlakte hebben en de inwoners meer van het uitzicht kunnen profiteren.